# Trachylepis irregularis
Trachylepis irregularis (альпійська мабуя) — вид сцинкоподібних ящірок родини сцинкових (Scincidae). Мешкає в Кенії і Уганді.

## Поширення і екологія
Альпійські мабуї мешкають на вершинах гір Кенія і Абердер та на уступі Мау в Кенії, а також на горі Елгон в Уганді. Вони живуть на високогірних вересових пустищах і луках, на висоті понад 3000 м над рівнем моря.

## Збереження
МСОП класифікує стан збереження цього виду як близький до загрозливого. Trachylepis irregularis загрожує знищення природного середовища та зміни клімату.